# Klaus-Dieter Petersen
Klaus-Dieter Petersen (* 6. November 1968 in Hannover) ist ein deutscher Handballtrainer und ehemaliger -spieler.

## Spielerkarriere
Klaus-Dieter Petersen begann als Kind mit dem Handball bei der SG Misburg. Über den TSV Anderten kam der Kreisläufer 1986 zum damaligen Zweitligisten GWD Minden. 1988 wechselte er in die Bundesliga zum VfL Gummersbach. Nach fünf Jahren bei den Oberbergischen ging Petersen 1993 zum THW Kiel. Dort spielte er bis zum Ende seiner aktiven Karriere zwölf Jahre. Mit den Kielern wurde Petersen u. a. achtmal Deutscher Meister und gewann je dreimal den DHB-Pokal und den EHF-Pokal.
In der deutschen Nationalmannschaft kam Petersen zwischen dem 21. November 1989 (gegen die DDR) und dem 19. Oktober 2004 (gegen Schweden) auf 340 Länderspieleinsätze und erzielte 253 Tore. Hinter Frank-Michael Wahl, der den Großteil seiner 344 Länderspiele für die DDR bestritten hat, liegt er damit in der Liste der Rekordnationalspieler auf dem zweiten Platz. Seine größten Erfolge mit der Nationalmannschaft waren der Gewinn der Europameisterschaft 2004 in Slowenien sowie der Silbermedaille bei den Olympischen Spielen 2004 in Athen.

## Trainerkarriere
Während seiner aktiven Zeit war Klaus-Dieter Petersen seit 2003 Spielertrainer beim THW Kiel. Nach Beendigung seiner Spielerlaufbahn arbeitete er von 2005 bis Januar 2008 als Co-Trainer unter Zvonimir Serdarušić. Anschließend wechselte er zum Wilhelmshavener HV, wo er in seiner ersten Saison als Trainer zwei Einsätze als Spieler hatte. Ab der Saison 2010/11 war Petersen Spielertrainer bei Eintracht Hildesheim II. Von 2012 bis 2015 trainierte er den TSV Altenholz, mit dem er 2013 in die zweite Bundesliga aufstieg. Zusätzlich war er beim THW Kiel bis 2014 im Nachwuchsbereich tätig. Seit dem Sommer 2015 ist er beim THW Kiel als Nachwuchskoordinator tätig.
Seit 2005 ist Klaus-Dieter Petersen Jugendtrainer beim Deutschen Handballbund, von 2010 bis 2012 war er zudem Landestrainer beim Handballverband Niedersachsen. Mit der deutschen Juniorennationalmannschaft wurde er als Assistent von Martin Heuberger bei der U-21-Weltmeisterschaft 2023 in Deutschland und Griechenland Weltmeister.
Seit dem 2. Oktober 2014 ist Petersen staatlich geprüfter Diplomtrainer des Deutschen Olympischen Sportbundes.

## Ehrungen
2004 erhielt Klaus-Dieter Petersen die Sportplakette des Landes Schleswig-Holstein. Von der Handball-Bundesliga (HBL) wurde er 2005 für sein „Lebenswerk Handball“ geehrt.

## Erfolge als Spieler
Verein
- 9 × Deutscher Meister (1991, 1994, 1995, 1996, 1998, 1999, 2000, 2002, 2005)
- 3 × DHB-Pokalsieger (1998, 1999, 2000)
- 3 × EHF-Pokalsieger (1998, 2002, 2004)
- 2 × DHB-Supercupsieger (1995, 1998)
- Finalteilnahme Champions League 2000 (gegen FC Barcelona)

Nationalmannschaft
- Bronze bei Europameisterschaft 1998
- Silbermedaille bei den Olympischen Spielen 2004
- Europameister 2004
- Vize-Weltmeister 2003
- Vize-Europameister 2002
- Militärweltmeister 1990

## Erfolge als Trainer

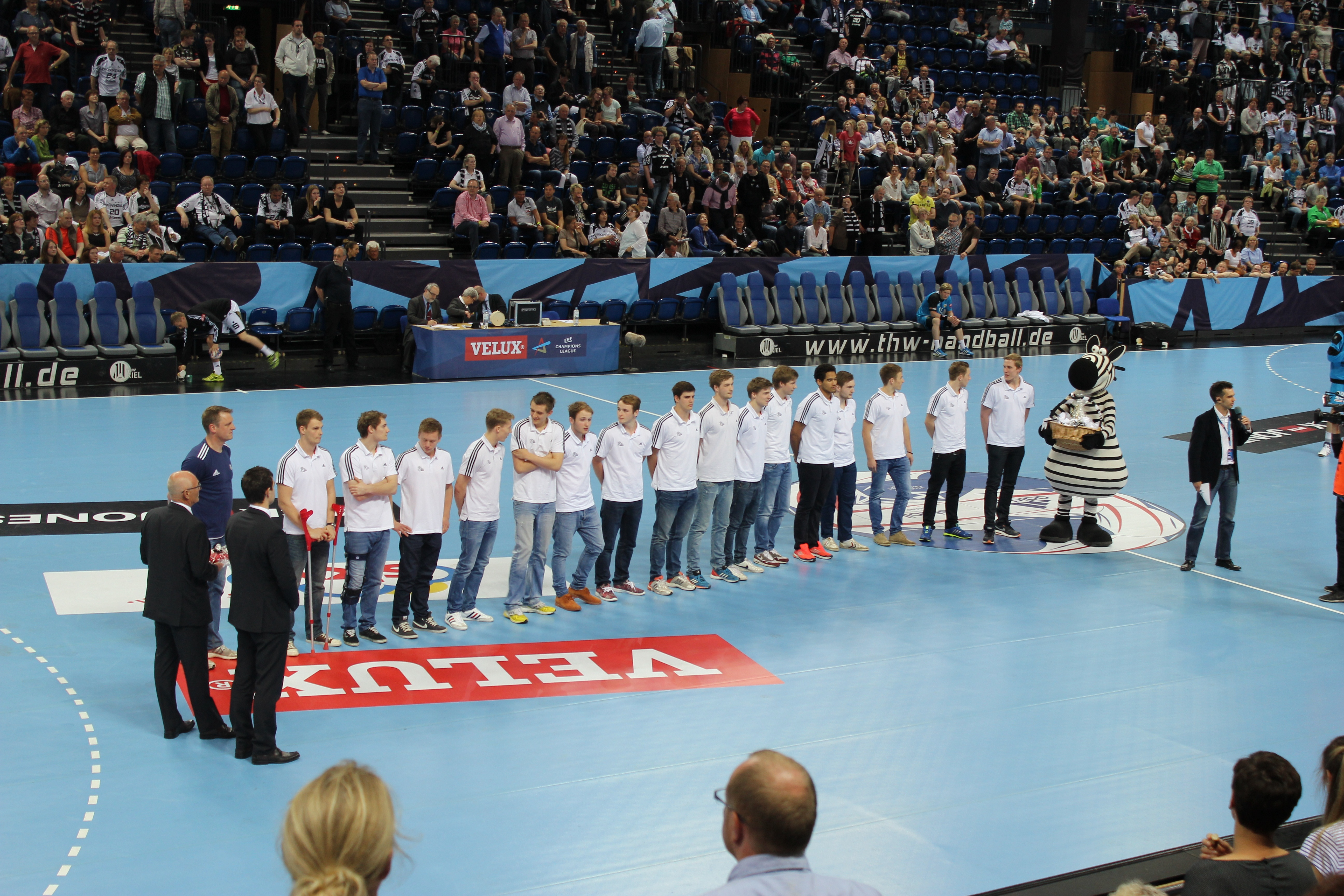
Petersen (links) mit der A-Jugend des THW Kiel (2014)

- Aufstieg in die 2. Bundesliga 2013 mit dem TSV Altenholz
- Jugend-Europameister 2008, 2012[8] und 2021
- Silbermedaille 2011 mit der Nationalmannschaft JG 94/95 (B-Jugend) beim European Youth Olympic Festival (EYOF)[9]
- Junioren-Weltmeister 2023 (Co-Trainer)
- Deutscher Meister 2005 und 2006 mit dem THW Kiel
- DHB-Supercup-Sieger 2005 mit dem THW Kiel
- EHF-Pokalsieger 2004 mit dem THW Kiel

## Bundesligabilanz
| Saison          | Verein             | Spiele | Tore | 7-Meter | Feldtore |
| --------------- | ------------------ | ------ | ---- | ------- | -------- |
| 1989/90–1990/91 | VfL Gummersbach    | 53     | 57   | 0       | 57       |
| 1991/92         | VfL Gummersbach    | 24     | 34   | 0       | 34       |
| 1992/93         | VfL Gummersbach    | 33     | 55   | 0       | 55       |
| 1993/94         | THW Kiel           | 34     | 67   | 1       | 66       |
| 1994/95         | THW Kiel           | 29     | 76   | 0       | 76       |
| 1995/96         | THW Kiel           | 30     | 78   | 0       | 78       |
| 1996/97         | THW Kiel           | 25     | 68   | 0       | 68       |
| 1997/98         | THW Kiel           | 28     | 39   | 0       | 39       |
| 1998/99         | THW Kiel           | 29     | 60   | 0       | 60       |
| 1999/2000       | THW Kiel           | 34     | 48   | 0       | 48       |
| 2000/01         | THW Kiel           | 24     | 19   | 0       | 19       |
| 2001/02         | THW Kiel           | 34     | 24   | 0       | 24       |
| 2002/03         | THW Kiel           | 34     | 42   | 0       | 42       |
| 2003/04         | THW Kiel           | 31     | 1    | 0       | 1        |
| 2004/05         | THW Kiel           | 26     | 0    | 0       | 0        |
| 2007/08         | Wilhelmshavener HV | 2      | 0    | 0       | 0        |
| 1989–2012       | gesamt             | 470    | 668  | 1       | 667      |